# Mathea Fischer
Mathea Alrek Fischer (født 8. oktober 1997 i Oslo) er en norsk ishockeyspiller.  Hun spiller Djurgårdens IF i SDHL, hun kommer fra spil i Canada for University of British Columbia fra 2014. Hun spiller på Norges kvindelige ishockeyhold. Hun har også spillet for Manglerud/Star og Vålerenga Ishockey. 
Fischer er søster til ishockeyspiller Magnus Fischer.

## Referanser
1. 1 2  
"Mathea Fischer". Eliteprospects.com. Hentet 2020-03-02.